# Haim Levin
Haim Levin (en hebreo: חיים לוין‎; Petaj Tikva, Mandato británico de Palestina; 3 de marzo de 1937-21 de abril de 2024) fue un futbolista israelí que jugó en la posición de guardameta.

## Carrera

### Club
| Periodo   | Club                           |
| --------- | ------------------------------ |
| 1954-1957 | Hapoel Petah Tikva FC          |
| 1955-1956 | → Hapoel Kfar Saba FC (cedido) |
| 1957      | Hapoel Hadera FC               |
| 1957–1960 | Maccabi Haifa FC               |
| 1960–1969 | Maccabi Tel Aviv FC            |
| 1969–1971 | Beitar Jerusalem FC            |
| 1971–1972 | Maccabi Netanya FC             |
| 1973–1976 | Hapoel Jerusalem FC            |

### Selección nacional
Jugó para Israel en 22 ocasiones de 1963 a 1968, ganó la Copa Asiática de 1964 y participó en los Juegos Olímpicos de México 1968.

## Tras el retiro
En los años 1980 Levin regresó al Maccabi Haifa FC donde trabajó como entrenador de porteros y entrenador de los equipos juveniles.

## Logros

### Jugador
- Liga Leumit: 1966–68
- State Cup: 1963–64, 1964–65, 1966–67
- Asian Club Championship: 1968–69
- Israeli Supercup: 1964–65, 1967–68
- Copa Asiática: 1964

### Individual
- Futbolista Israelí del Año: 1965[1]